# 姿村
姿村（すがたむら）は栃木県の中南部、下都賀郡に属していた村である。

## 地理
- 河川 - 姿川

## 歴史
- 1889年（明治22年）4月1日 町村制施行により、上古山村、下古山村、下長田村、上台村、細谷村、橋本村、石橋宿、下石橋村、上大領村、中大領村、下大領村、東前原村が合併し下都賀郡姿村が成立する。
- 1891年（明治24年）9月15日 村の一部（石橋の一部、下石橋、上大領、中大領、下大領、東前原）が分立し石橋町となる。
- 1954年（昭和29年）11月3日 石橋町と合併し新石橋町となる。